# Klaas Rommelaere
Klaas Rommelaere (Roeselare, 1986) is een Belgisch kunstenaar. Hij legt zich toe op textielsculpturen, kleinere wandwerken, installaties en vlaggen. Hij is afkomstig uit Roeselare en woont en werkt in Antwerpen.

## Biografie
Klaas Rommelaere groeide op in Roeselare. Hij volgde zijn middelbare studies aan het Sint-Jozefscollege in Izegem en ging daarna aan het KASK in Gent eerst modetechnologie en daarna modeontwerp studeren. Hij behaalde in 2012 de graad van master modeontwerp. Tijdens zijn masteropleiding kreeg hij een voorkeur voor handwerktechnieken, zoals borduren, breien, naaien, tapijtknopen en haken. Zijn masterproject bestond uit geborduurde bivakmutsen. Hij won in dat jaar de KASK Flanders Fashion Instute Award en kon hij deelnemen aan Scoop International, een vakbeurs in Londen.
In de zomer van 2012 kon hij in Galerie 48 in Breda voor het eerst enkele van zijn creaties aan het publiek tentoonstellen. Na zijn studies was hij begonnen met het borduren van maskers en vaandels.  Hij had toen  al voor zichzelf besloten dat de modewereld niets voor hem was. Hij was meer gefocust op de technieken en artistieke mogelijkheden die hij met verschillende soorten textiel en handwerk kon bereiken. Traditioneel in de lijn van zijn opleiding volgde hij echter stages bij modeontwerpers, zoals bij Henrik Vibskov in Kopenhagen, die hem inzicht gaf in de mogelijkheden van de creativiteit in de mode, en daarna gedurende 6 maanden bij Raf Simons, in Antwerpen die hem toonde hoe artistieke inspiratie kan omgezet worden in mode. 
In 2014 startte hij met het project "Human" dat bestond uit een gigantische geborduurde reus. Omdat Rommelaere zijn creaties uitsluitend met handwerk maakte, een traag en arbeidsintensief proces dat meerdere maanden in beslag nam, overtrof de uitwerking van dit project de grenzen van zijn eigen mogelijkheden. Hij werkte toen ook nog halftijds in een winkel. Daarom deed hij beroep op het de seniorenraad van Merksem die hem in contact bracht met dames die de techniek van het borduren uitstekend beheersten omdat ze in borduurwinkel hadden gewerkt of borduurlessen hadden gegeven. Dit was het begin van zijn intensieve en duurzame samenwerking met gespecialiseerde oudere dames in Merksem, Roeselare en Ingelmuster, die hij "zijn madammen" noemt. Rommelaere bleef zelf ook intensief handwerk maken.
Eind 2014 ontving Rommelaere als “uitmuntend creatief talent” de eerste Practical Intelligent Genius Foundation Prize.    
Zijn creaties werden vlug zowel nationaal als internationaal opgemerkt. Enkele galerieën begonnen zijn werk te verkopen. Vanaf 2018 kon hij zich voltijds aan zijn kunst wijden. Hij kon deelnemen aan verschillende groepstentoonstellingen zoals de Verbeke Foundation, het Mode & Kant Museum in Brussel, Croxhapox in Gent, het Design Museum in Gent, galerie Ladodo in Milaan, Galerie Zink in Waldkirchen, S.M.A.K. in Gent, het Museum voor Schone Kunsten in Gent, aqb Project Space in Boedapest, het Vlaams Parlement, Lille 3000, het Zeeuws Museum in  Middelburg, Verwey Museum Haarlem,  Art Rotterdam en de Madé Van Krimpen Galerie in Amsterdam.
Na een eerste solotentoonstelling bij de galerie Zink in Duitsland in 2020, kreeg Rommelaere een  eerste solotentoonstelling in België in 2021 in het museum Texture in Kortrijk. In 2022 volgden solotentoonstellingen in de expositieruimte 38CC in Delft en op Art Brussel met de Galerie Zink. In 2023 had hij in een opgemerkte solotentoonstelling in de Posterie in zijn geboortestad Roeselare.
In 2024 startte hij een borduurproject met 57 Hasselaren rond het themaHasselt dat vanaf 2025 tot 2030 tentoongesteld wordt in het Hasseltse museum Z33. Het resultaat is een installatie met de naam ‘Palimpsest’, waar met groot aantal kaders met boorduurkunst en met ruimtelijke kunstwerken de Hasseltse folklore, natuur, geschiedenis, stadsbeelden en zelfportretten van de medewerkers wordt voorgesteld.
In een solotentoonstelling in het voorjaar 2025 in de Gallery Sofie Van de Velde toonde hij met de reeks "Blood" herinneringen aan het interieur van het huis van zijn grootouders en 3D-werken en beeldhouwkunst in metaal als ode aan de kunst van zijn grootvader.

## Oeuvre
Het oeuvre van Rommelaere bestaat volledig uit ambachtelijk handwerk met naald, draad, wol en garen. Hij gebruikt geen machines. Hij maakt geborduurde wandtapijten, vlaggen en met de hand gestikte sculpturen, zoals levensgrote poppen, reuzen en maskers, maar ook dieren, voorwerpen en abstracte figuren, soms van heel groot formaat. Deze werken maakt hij samen met een aantal oudere dames, zijn “madammen”, die het borduren zeer goed beheersen. In zijn tentoonstellingen maakt hij installaties op basis van al zijn kunstvormen. In zijn serie "Dark Uncles" stelde hij levensgrote poppen die familie en vrienden voorstelden voor in de vorm van een stoet.
Voor de serie "Blood" van 2025 maakte hij foto's van het interieur van het huis van zijn grootouders die hij vervolgens printte op doek. Op dit doek begon hij te borduren en bracht er een collages van borduurwerken gemaakt door hem zelf en zijn madammen aan, waardoor de overgang van textielkunst en fotografie moeilijk te onderscheiden was. Op deze tentoonstelling toonde hij tevens een groot aantal van zijn metaalsculpturen als eerbetoon aan zijn grootvader.
Zijn werk is voor een groot deel autobiografisch, maar op een universeel herkenbare manier uitgewerkt. Het is een ode aan het leven. Hij haalt zijn inspiratie uit de folklore, hedendaagse films en cultfilms, televisieseries en tekenfilms, maar ook bij zijn grootouders die een grote rol speelden in zijn ontwikkeling als kunstenaar. In zijn werken vermengt hij deze inspiratiebronnen met symbolen en persoonlijke herinneringen, waardoor zowel op zijn poppen als op zijn wandwerken en vlaggen eigenaardige beeldverhalen ontstaan in allerlei grafische vormen.
Rommelaere maakt het ontwerp aan de hand van tekeningen. Sommige delen werkt hij zelf volledig uit, andere delen   worden uitgevoerd door verschillende dames waarmee hij samenwerkt (zijn "madammen") die zelf indiviueel de kleuren, het textiel en de techniek voor hun element kiezen. HIerdoor is het eindresultaat dat door Klaas Rommelaere geassembleerd wordt een kleurrijk en verrassend patchwork.

## Werk in musea
- Design museum Gent[22]
- Museum M Leuven (Vlaamse Collectie)[23]
- Museum Sint-Janshospitaal Brugge[24][25]
- Museum Boijmans – Van Beuningen[26]

## Boeken
- Dark Uncles (2020), auteurs:  Klaas Rommelaere,  Jozefien Van Beek en Luk Lambrecht[27]
- Johnny (2023), auteur:  Klaas Rommelaere [28]